# Santiago Pinotepa Nacional (kommun)
Santiago Pinotepa Nacional är en kommun i Mexiko.   Den ligger i delstaten Oaxaca, i den sydöstra delen av landet, 400 km söder om huvudstaden Mexico City.
Följande samhällen finns i Santiago Pinotepa Nacional:
- Santiago Pinotepa Nacional
- Santa María Jicaltepec
- Piedra Blanca
- Fraccionamiento San Isidro
- Lagunillas
- Cruz del Itacuán
- Lo de Mejía
- Acuautepec o Agua de la Caña
- El Alacrán
- Torres de la Libertad
- Guadalupe Victoria
- Motillas
- El Tamal
- Paso de la Garrocha
- La Palma del Coyul
- El Ranchito
- La Raya
- Yuyaquita
- Los Hornos Grandes
- Playa Banco de Oro
- Las Lomas
- El Añil
- Barrio del CBTA